# 幸福街道 (都江堰市)
幸福街道，是中华人民共和国四川省成都市都江堰市下辖的一个乡镇级行政单位。2019年12月，撤销永丰街道，将原永丰街道联盟社区、友爱社区、永丰社区、新联社区、永寿社区、石马社区所属行政区域划归幸福街道管辖，幸福街道办事处驻都江堰大道299号。

## 行政区划
幸福街道下辖以下地区：
翔凤桥社区、观江社区、西川社区、联盟社区、太平社区、观凤楼社区、伏龙社区、奎光塔社区、龙潭湾社区、幸福社区、莲花社区、永丰社区、岷江路社区、新联社区、友爱社区、民丰社区、彩虹社区、石马社区村、民主社区村和永寿社区村。